# IAAFワールドアスレチックファイナル
IAAFワールドアスレチックファイナル（IAAF World Athletics Final）は2002年まで開催されていたIAAFグランプリファイナルの代替として2003年にスタートした。
IAAFの世界ランキング上位選手が出場でき、年間王者決定戦と呼ばれていた。
IAAFは世界ランキング上位5選手を優先招待し、残りの出場枠はグランプリシリーズやゴールデンリーグの上位成績者が出場できる。
賞金は優勝者には3万ドル、世界記録が出た場合のみボーナスとして10万ドルが贈られた。
しかし2010年からのIAAF改革により2009年で終了。2010年からはIAAFダイヤモンドリーグとIAAFワールドチャレンジへと再編された。

## 大会一覧
| 回数 | 開催年 | 開催国   | 開催都市           | 開催会場                                 |
| ---- | ------ | -------- | ------------------ | ---------------------------------------- |
| 1    | 2003年 | モナコ   | モンテカルロ市     | スタッド・ルイ・ドゥ                     |
| 2    | 2004年 | モナコ   | モンテカルロ市     | スタッド・ルイ・ドゥ                     |
| 3    | 2005年 | モナコ   | モンテカルロ市     | スタッド・ルイ・ドゥ                     |
| 4    | 2006年 | ドイツ   | シュトゥットガルト | ゴットリーブ・ダイムラー・シュタディオン |
| 5    | 2007年 | ドイツ   | シュトゥットガルト | ゴットリーブ・ダイムラー・シュタディオン |
| 6    | 2008年 | ドイツ   | シュトゥットガルト | メルセデス・ベンツ・アレーナ             |
| 7    | 2009年 | ギリシャ | テッサロニキ       | カフタンゾグリオ・スタジアム             |

ただし2003年から2005年までハンマー投のみハンガリー・ブダペストのプスカシュ・フェレンツ・スタディオンで先行実施した。